# Hibakusha

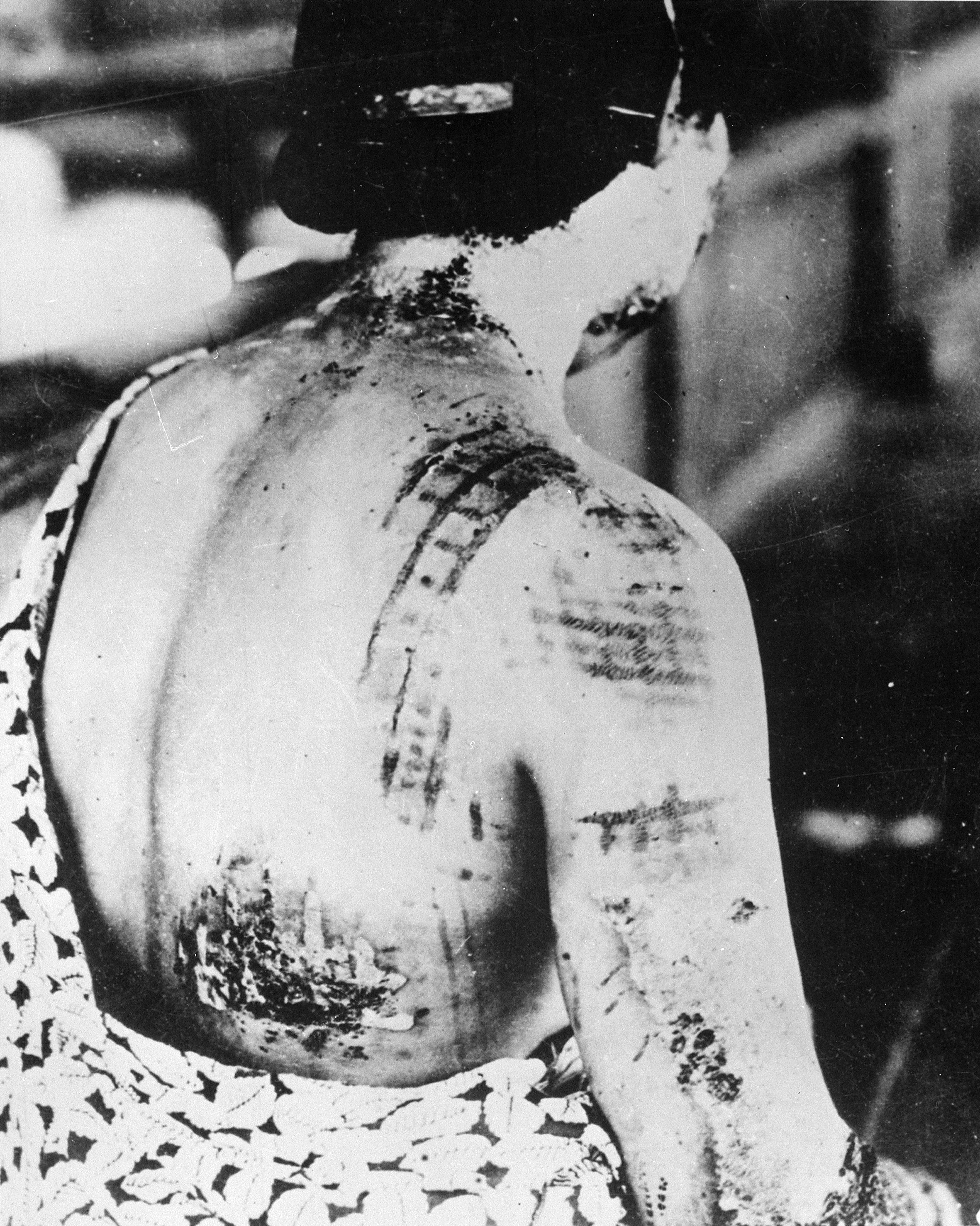
O hibakusha din Hiroshima, cu arsuri nucleare simptomatice; modelul de pe pielea ei este de la kimonoul pe care îl purta în momentul detonării.

Hibakusha (pronunțat [çibaꜜkɯ̥ɕa]; japoneză 被爆者 or 被曝者;  lit: „persoană afectată de o bombă” sau „persoană afectată de expunerea [la radioactivitate]”) este un cuvânt de origine japoneză care desemnează în general oamenii afectați de bombardamentele atomice din 1945 de la Hiroshima și Nagasaki.